# Mustafa Reşit Akçay
Mustafa Reşit Akçay, né le 12 décembre 1958 à Trabzon (Turquie), est un entraîneur turc de football.

## Biographie
Il participe à la Ligue Europa avec les clubs de Trabzonspor et d'Osmanlıspor.